# Helenium longiaristatum
Helenium longiaristatum là một loài thực vật có hoa trong họ Cúc. Loài này được Cuatrec. mô tả khoa học đầu tiên năm 1944.